# Christian Schmidt (Orgelbauer)
Christian Schmidt (* 17. Oktober 1685 in Taucha bei Leipzig; † vor 1757) war ein deutscher Orgelbauer.

## Leben
Christian Schmidt war der Sohn von Andreas Schmidt (1655–1725), der Mühlenbaumeister und Besitzer der bis 1928 betriebenen Parthemühle in Taucha war. Für ihn ist aber auch der Bau zweier Orgeln, in Wahren und in Püchau, dokumentiert. Es wird angenommen, dass Christian Schmidt den Orgelbau bei seinem Vater erlernt habe. Sein jüngerer Bruder Andreas (1688–1734), dessen Beruf unbekannt ist, erhielt den Namen des Vaters.
1715 heiratete Christian Schmidt Rachel Magdalena Seydler aus Taucha. Zwischen 1738 und 1748 war er Bürgermeister in Taucha und zwar im jährlichen Wechsel, wie in vielen Orten zu dieser Zeit üblich. Ort und Zeit seines Todes sind nicht bekannt. Als seine Ehefrau 1757 starb, wurde sie im Sterberegister, in welchem ihr Mann nicht verzeichnet war, als Witwe eingetragen. Also muss er wohl zwischen seiner letzten urkundlichen Erwähnung 1755 und dem Tod seiner Ehefrau 1757 außerhalb Tauchas verstorben sein.

## Werkliste
| Jahr      | Ort                 | Gebäude              | Bild | Manuale | Register | Bemerkungen                                             |
| --------- | ------------------- | -------------------- | ---- | ------- | -------- | ------------------------------------------------------- |
| 1734      | Röcknitz bei Wurzen | Ev. Kirche           |      | II/p    | 10       | Bau einer pedallosen Orgel                              |
| 1736      | Wahren              | Kirche Wahren        |      |         |          | Generalreparatur an der von seinem Vater gebauten Orgel |
| 1738      | Taucha              | St. Moritz           |      |         |          | Reparatur der Orgel                                     |
| 1743      | Grimma              | Klosterkirche Grimma |      | II/P    | 22       | Gutachten für die Orgel von Christoph Donat (1686)      |
| 1743/1744 | Klinga              | Kirche Klinga        |      | I/P     | 12       | Neubau, einziges noch erhaltenes Instrument Schmidts    |
| 1749      | Sausedlitz          | Ev. Kirche           |      |         |          | Neubau                                                  |
| 1750      | Taucha              | St. Moritz           |      |         |          | Reparatur der Orgel                                     |

## Weblink
- Biografie Christian Schmidt. In: Dorfkirche Klinga Orgel. Abgerufen am 5. Juni 2021.